# Cartulario de San Juan de la Peña
El Cartulario de San Juan de la Peña, o Libro gótico, a un antiguo cartulario español conservado en la Biblioteca de la Universidad de Zaragoza, que reúne 311 documentos antiguos desde el siglo XI y pertenecientes al Monasterio de San Juan de la Peña (Huesca), abarcando el período entre los años 507 y 1064.

## Descripción
El contenido correspondería a los textos más antiguos conservados de la producción documental del monasterio, aunque el documento de 507 es una falsificación posterior.
Los documentos muestran tres tipos de escritura, correspondiente a visigótica redonda, carolina de los siglos XII a XIV y aragonesa del siglo XV.
Se han publicados cuatro ediciones del cartulario:
- Colección diplomática de San Juan de la Peña. Por Manuel Magallón Cabrera, 1903-1904[3]
- El Libro gótico o Cartulario de San Juan de la Peña. Por Ángel Canellas López y Mariano Usón Sesé (1935),[4]
- El Cartulario visigótico de San Juan de la Peña. Por Ángel Canellas, 1975.[5]
- Cartulario de San Juan de la Peña. Por Antonio Ubieto Arteta, Anúbar, 1965.[6]